# Abya Yala
Abya Yala o Abya yala (del idioma guna: Abiayala para 'tierra en plena madurez') es el nombre que en la actualidad utilizan algunos movimientos sociales y pensadores originarios (o indígenas) americanos e intelectuales para referirse a América (todo el continente americano). El nombre proviene del idioma guna, hablado por los guna    (o gunadule), pueblo originario de Colombia y Panamá, y fue propuesto por el líder del pueblo aimara Boliviano Takir Mamani y aceptado en 1977 por el Consejo Mundial de los Pueblos Indígenas durante la II Cumbre Continental de los Pueblos y Nacionalidades Indígenas en Kiruna, Suecia.
En la actualidad, muchas organizaciones, comunidades e instituciones indígenas de todo el continente prefieren referirse al continente completo como Abya Yala, en vez del término América. El uso de este nombre es asumido como una posición histórica y política por quienes lo usan, explicando que el nombre «América» o la expresión «Nuevo Mundo» serían propias de los colonizadores europeos y no de los pueblos originarios del continente americano.

## Etimología
La palabra Abiayala en idioma dulegaya (autoglotónimo para la lengua guna) está compuesta por dos palabras:
- Abia significa 'agujero de la sangre'.[6]
- Yala significa 'montaña; territorio, región, comarca; continente'.[8]

Abiayala ha sido traducida como 'territorio salvado, tierra de sangre, tierra madura', 'tierra de sangre vital' o 'tierra en plena madurez'.

## Cumbres continentales
Desde el año 2000 hasta el 2009 se organizaron encuentros bajo el título de Cumbre Continental de Pueblos y Nacionalidades Indígenas del Abya Yala en diferentes partes de Latinoamérica:
- I Cumbre Continental en Teotihuacán, México (octubre de 2000)
- II Cumbre Continental en Quito, Ecuador (julio de 2004)
- III Cumbre Continental en Iximulew, Guatemala (marzo de 2007)
- IV Cumbre Continental en Puno, Perú (mayo de 2009)

## Críticas al término
Algunos críticos  afirman que el pueblo guna no se refiere a todo el continente americano al utilizar el término Abya Yala, aportando que, cosmológicamente, los guna se referirían a sus tierras ancestrales.
Sin embargo, los estudios de intelectuales gunadule, tales como el etnolingüista Abadio Green Stocel o el sociólogo y poeta Aiban Wagua, señalan que la construcción del significado cosmogónico de Abya Yala está relacionada con la partición en continentes de la Madre Tierra. En este proceso de creación y separación del mundo, Abya Yala equivale al continente habitado por los indígenas, asumiendo efectivamente un matiz continental, diferente del término relacionado con el territorio ocupado específicamente por el pueblo gunadule, Guna Yala.
Por otra parte el empleo de este término, que ha sido considerado sin bases históricas demostrables, ha sido adoptado por estudiosos que proponen perspectivas académicas decoloniales (Arturo Escobar y Walter Mignolo, entre otros) y entre algunos grupos indígenas, en algunos casos asociados con movimientos políticos de ideología de izquierda, en algunos países del continente, sin vinculación con las diferentes culturas que se desarrollan en el territorio continental. En particular, el empleo del término fue impulsado por el movimiento político del indianista boliviano aimara Constantino Lima (autonombrado Takir Mamani, n. 1933), tras una visita a Panamá. Los indigenistas bolivianos Pedro Portugal Mollinedo y Carlos Macusaya Cruz lo narran así en su libro El indianismo katarista. Una mirada crítica:

[Constantino Lima] se detuvo a visitar a los pueblos indígenas de Panamá. Allí se enteró de que ellos nombraban a sus tierras con el nombre de Abya Yala:

 «Fue un día inolvidable, porque después de 500 años separados artificialmente, llegó la ocasión en que me vi con los hermanos cunas. Llegué a la isla de Ustupo, una de las 300 islas de San Blas (República de Panamá). Sí, pues fue un solemne encuentro. Mientras nos abrazábamos, los corazones también parecían estar conversando, porque la diástole y la sístole parecían saltar cual fin de carrera de competencia. Los saylas [depositarios de la sabiduría tradicional] fueron los primeros en recibirme con los rigores y costumbres del indio decente. Entre tantas cosas llegamos al nombre de sus tierras. Fue un sayla de 76 años, acompañado de otros, quien narró la historia traída verbalmente de generación en generación, y que no podía seguir callando ante un hermano que llega de tan lejanas tierras». 
 Sobre si ese nombre sería restrictivo para uso de los cunas y sobre su significado, [Constantino] Lima indica: «Preguntado [al sayla] si ese nombre era para solo el llamado Centroamérica, exclamó: “No: es el nombre de toda la masa territorial, es decir de todo lo que dicen América del Norte, América Central y América del Sur. Abya-Yala es todo ello. En nuestro idioma, abya significa ‘tierra’ (como algo de Pachamama y muchos añadidos) y yala es un varón en auge de juventud. Luego, Abya-Yala es el territorio en pleno auge de juventud”».
El indianismo katarista. Un análisis crítico (2016: 272)
Pedro Portugal Mollinedo y Carlos Macusaya Cruz

Según críticos del término, cada cultura le dio un nombre en su respectivo idioma al territorio que ocupaban. El territorio guaraní era llamado Yvy Marãe'ỹ por sus pobladores (traducido antiguamente ‘tierra virgen’ y, actualmente, ‘tierra sin mal’). Esta región se extendía en lo que hoy en día es Paraguay, el sur de Brasil y el noreste de Argentina.[cita requerida]